# Траунштейнера куляста
Кулезозу́линець куля́стий, траунштейнера куляста (Traunsteinera globosa) — багаторічна рослина, анемохор, ентомофіл, мезофіт. Представник роду кулезозулинець (Traunsteinera), родини зозулинцеві (Orchidaceae). Південно-середньоєвропейсько-кавказький рівнинно-субальпійський вид.

## Назва
Родова назва рослини на честь Йозефа Траунштайнера — аптекаря з Тіролю, який займався збиранням і вивченням рослин, а видова назва підкреслює її кулясту форму суцвіття.

## Поширення та екологія
Вид поширений у Середній Європі (від Піренеїв і Вогезів на заході до Карпат і Балканського півострову на сході). Середземномор'я, південна межа ареалу в Європі пролягає через Північну Іспанію, Північно-Центральну Італію і Південну Болгарію. У країнах Європи зростає на висотах 1000–2600 м, також зростає на Кавказі і Малій Азії.
В Українських Карпатах поширений у всіх районах.
Трапляються досить зрідка на вологих луках, інколи у смузі криволісся, в гірських лісах, на узліссях і галявинах. Заходить у верхню частину субальпійського поясу до 1700–1750 м.

## Морфологія

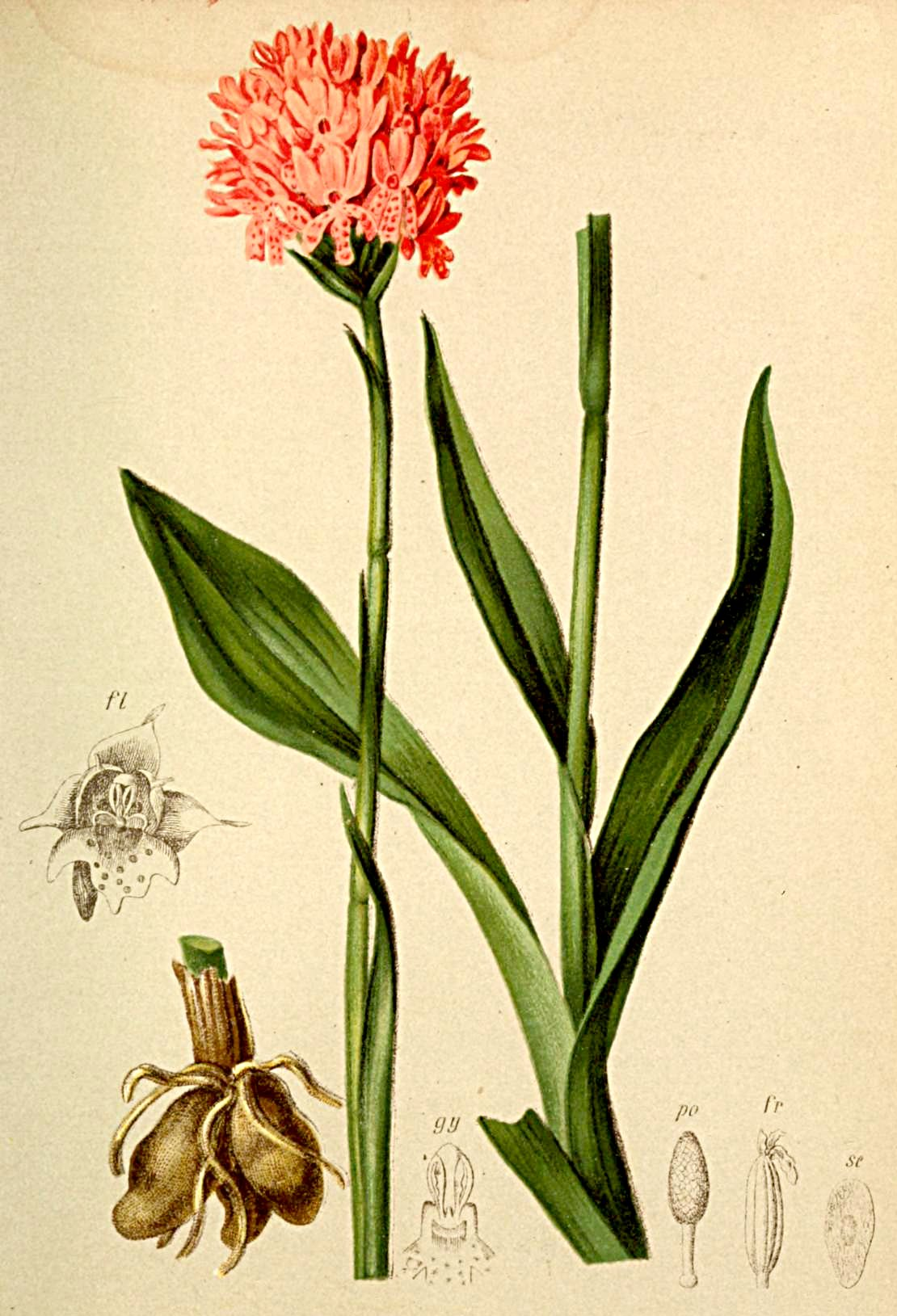
Илюстрація з книги «Atlas der Alpenflora», 1882

Бульбиста рослина з квітоносним пагоном 25-50 см заввишки. Бульби цілісні, тупі.
Стебло тонке, буває прямостояче, але здебільшого вигнуте.
Листки видовженоланцетні або видовженооберненояйцеподібні, різко звужені в коротеньке вістя, відігнуті, до основи звужені в довгі замкнуті піхви.
Квітки дрібні, лілувато-рожеві, зібрані в густе, майже кулясте суцвіття. Губа трилопатева, з дуже короткою шпоркою.
Цвіте у липні, тривалість цвітіння 20-25 днів. Плодоносить у серпні-вересні. Розмножується насінням.

## Охорона
Занесена до Конвенції про міжнародну торгівлю видами флори та фауни, які перебувають під загрозою зникнення. Запропонована до Червоної книги Українських Карпат, занесена до Червоної книги України (третя категорія), також охороняється у Польщі, Словаччині, Болгарії і Росії. Охороняється у Чорногірському, Кузійському, Угольсько-Широколужанському масивах Карпатського біосферного заповідника, та на території Карпатського національного природного парку.
Причиною зменшення чисельності виду є рекреація, різні види господарської діяльності (випасання худоби, скошування, збір бульб як лікарської сировини).

## Використання
Лікувальна і декоративна рослина.

## Синоніми
- Nigritella globosa (L.) Rchb.
- Orchis globosa L.
- Orchis globosa lusus albiflora (Schur) R.Uechtr.
- Orchis globosa var. albiflora Schur
- Orchis globosa var. angustifolia Zapal.
- Orchis globosa var. dentifera Zapal.
- Orchis globosa var. gracilis Schur
- Orchis globosa var. major Schur
- Orchis globosa var. prutica Zapal.
- Orchis halleri Crantz
- Orchites globosus (L.) Schur
- Traunsteinera globosa f. dentifera (Zapal.) Soó
- Traunsteinera globosa f. gracilis (Schur) E.G.Camus
- Traunsteinera globosa f. major (Schur) E.G.Camus
- Traunsteinera globosa f. prutica (Zapal.) Soó
- Traunsteinera globosa lusus albiflora (Schur) E.G.Camus

## Галерея

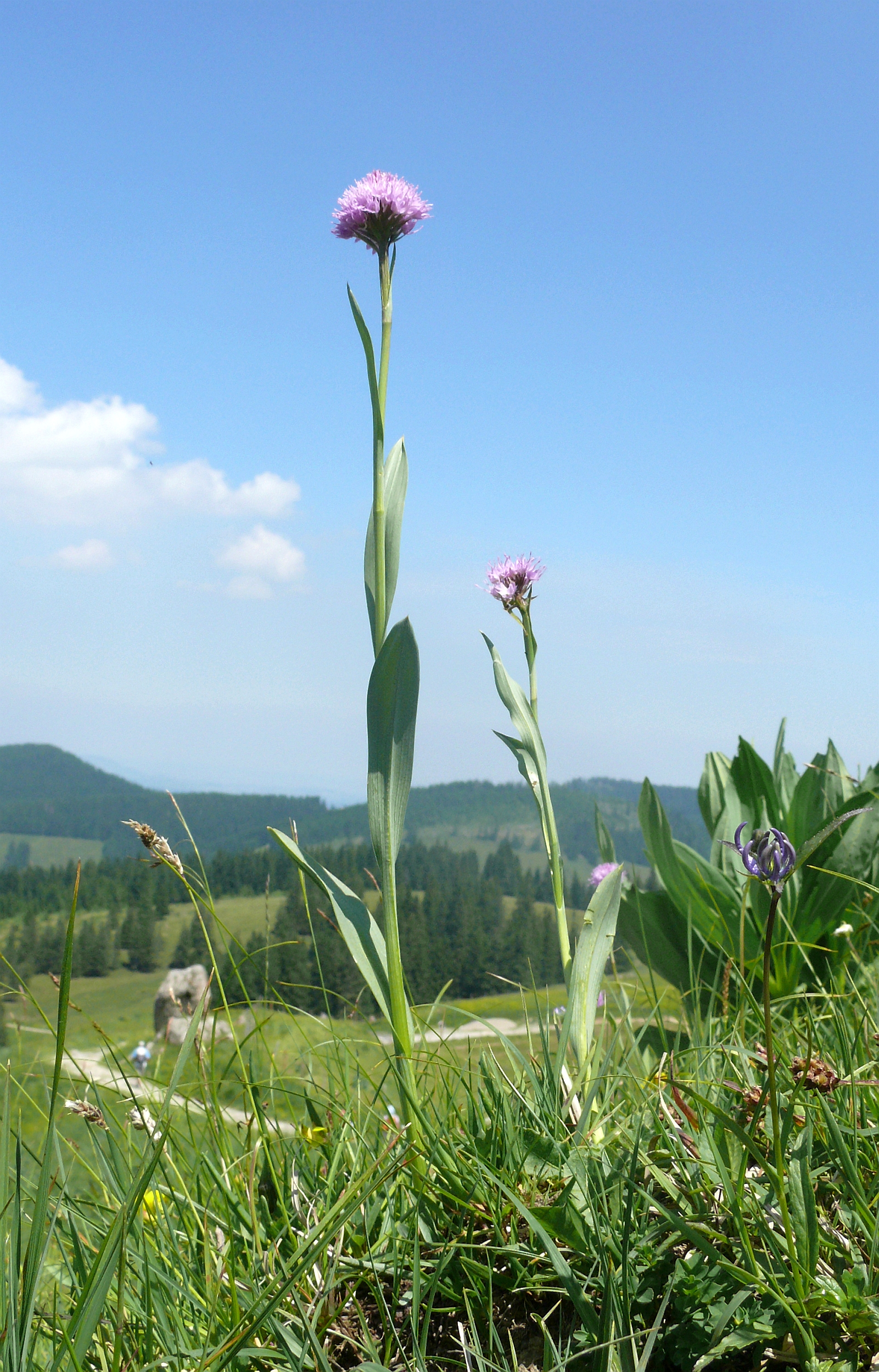
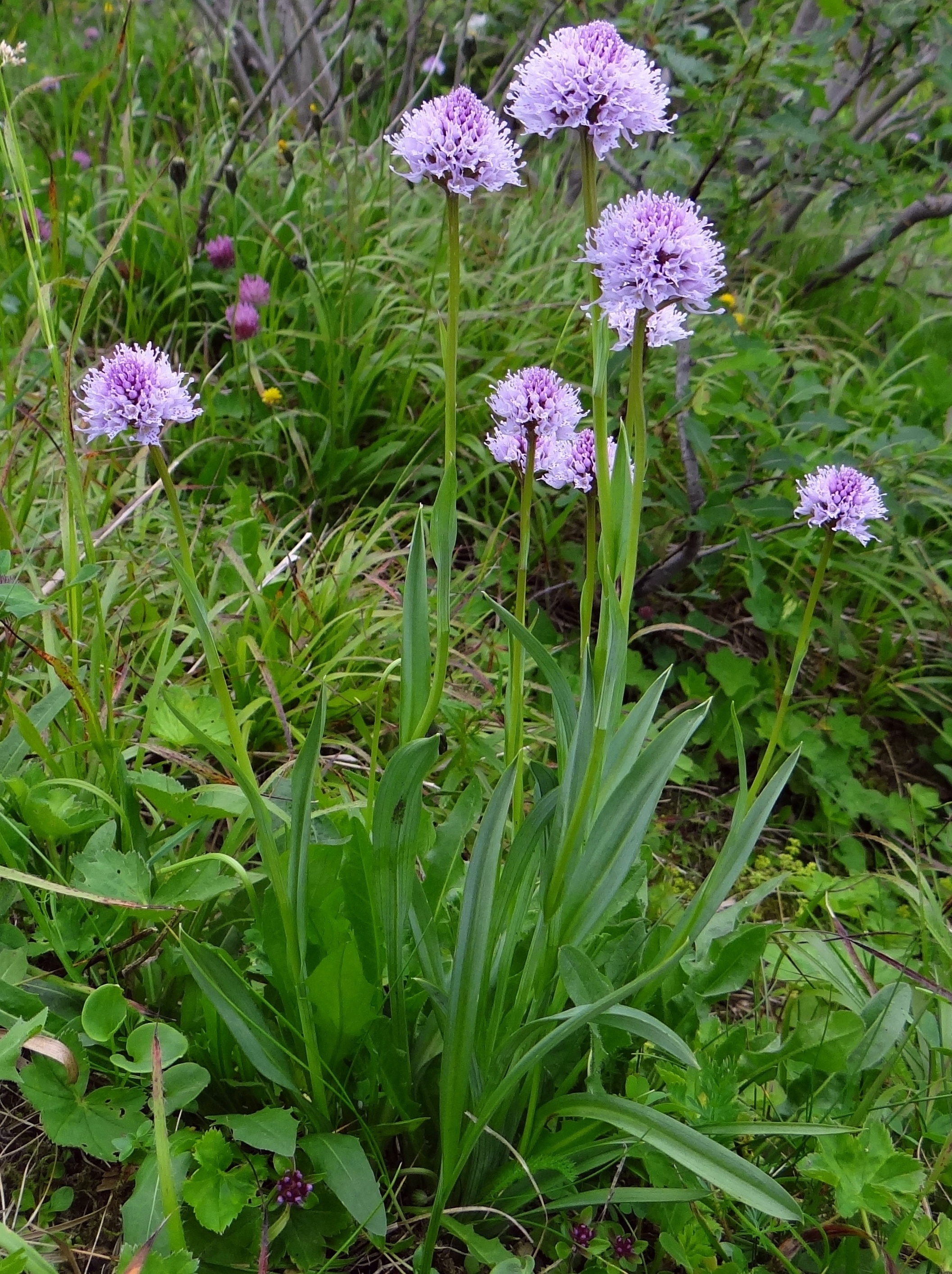
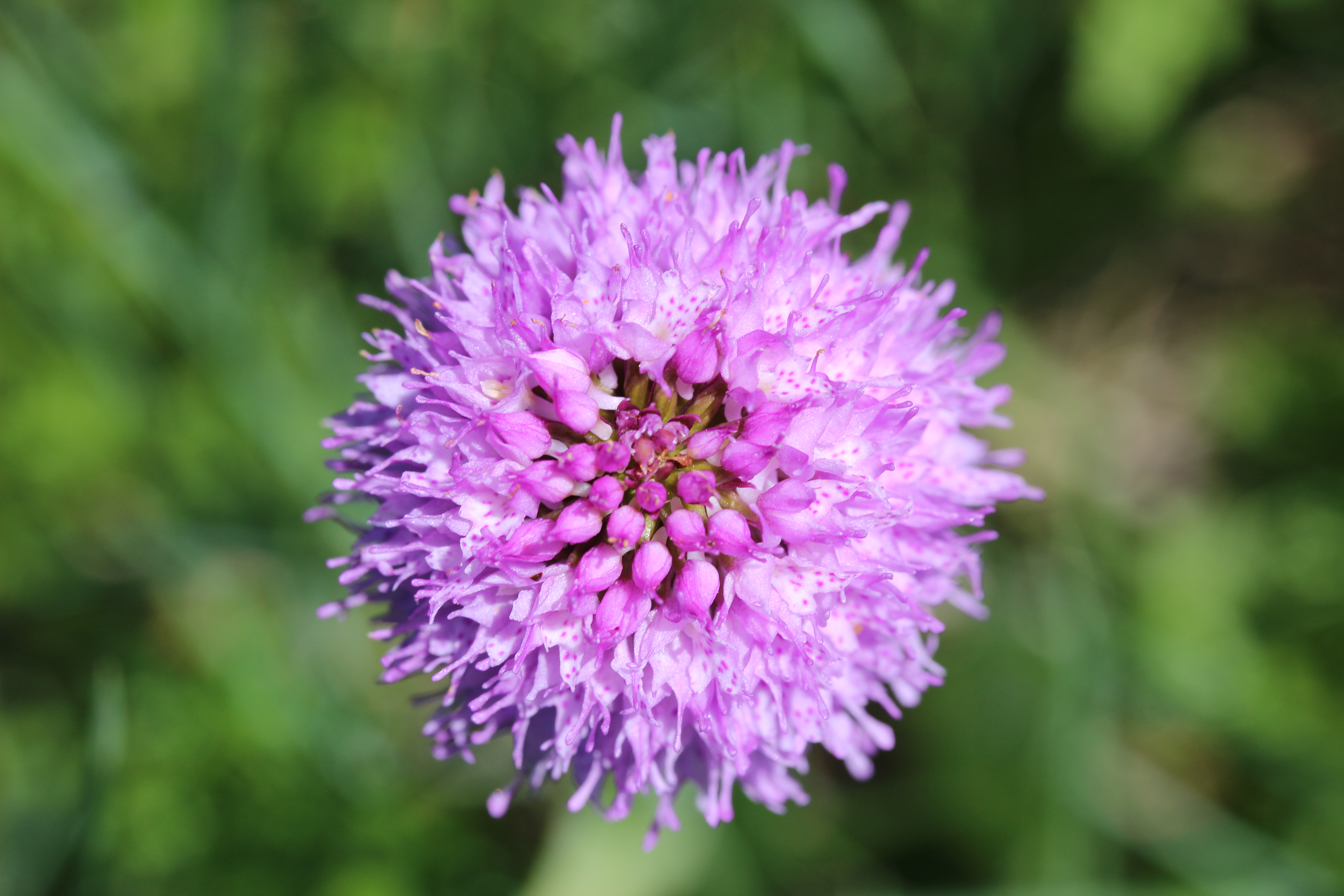
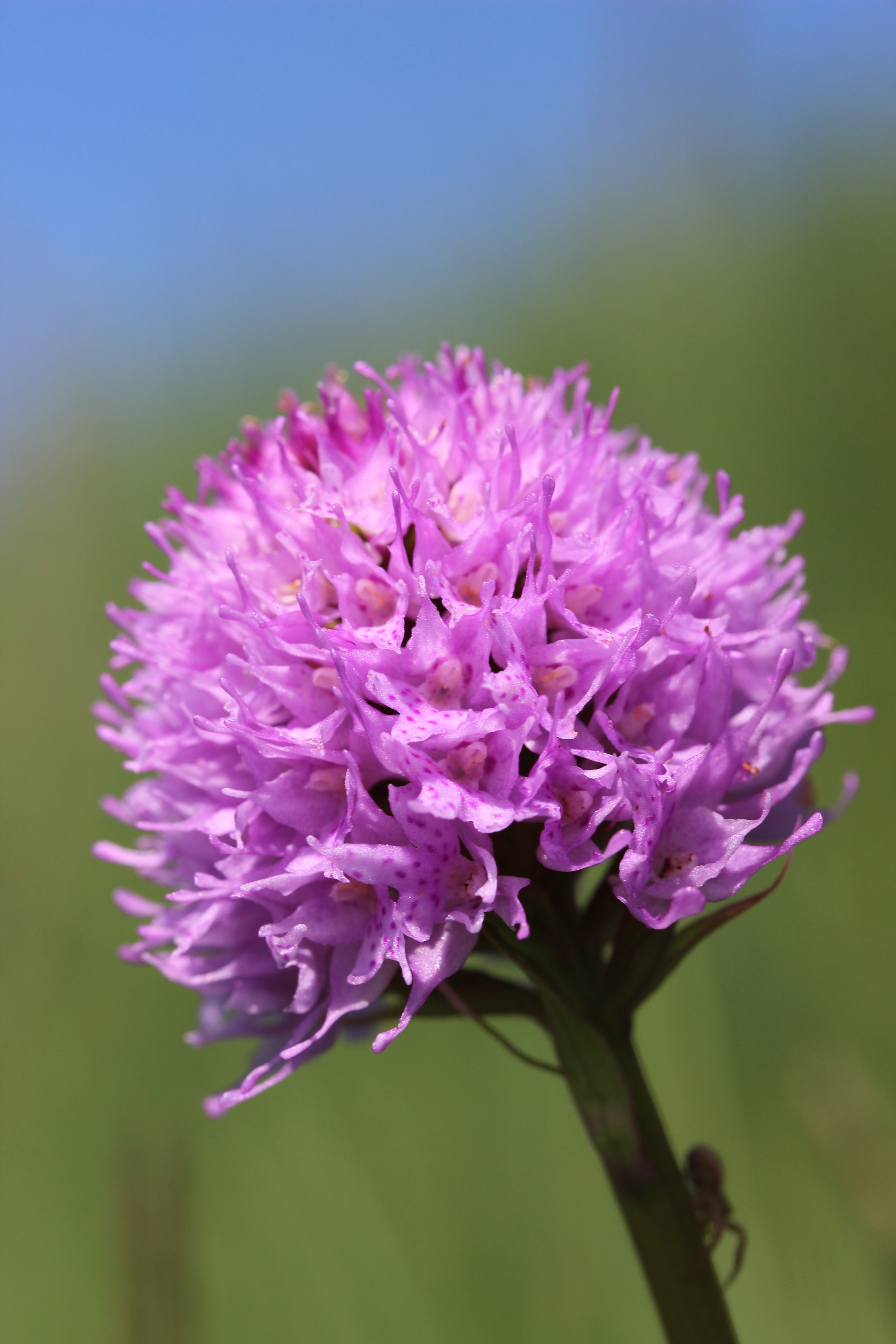